# 奖州
奖州，中国唐朝时设置的州。
唐代宗大曆五年（770年），改业州为奖州，治所在峨山县（今湖南省新晃侗族自治县），下辖三县：峨山县、渭溪县（今贵州省玉屏县新店镇）、梓姜县（今贵州省施秉县）。东临巫州，西临充州，南临晃州。五代十国属于马楚，后周广顺年间，属朗州大都督充武平军节度使府。北宋熙宁七年（1074年）废奖州，地入沅州。